# Эрриндел, Клемент Эфелстоун
Сэр Клемент Эфелстоун Эрриндел (англ. Clement Athelston Arrindell; 19 апреля 1931, Бастер, колония Подветренные острова — 27 марта 2011, Бастер, Сент-Китс и Невис) — государственный деятель Сент-Китс и Невис, губернатор (1981—1983), генерал-губернатор (1983—1995) .

## Биография
Работал в качестве адвоката, членом коллегии Lincoln’s Inn.
- 1964—1978 гг. — судья в Сент-Китс и Невис,
- 1978—1981 гг. — судья Верховного суда государств, ассоциированных в Вест-Индии (West Indies Associated States Supreme Court),
- 1981—1983 гг. — губернатор,
- 1983—1995 гг. — генерал-губернатор Сент-Китс и Невис.

С 1996 года в отставке.
В 1983 году был возведён в рыцарское достоинство.
Умер 27 марта 2011 года после непродолжительной болезни и был удостоен государственных похорон.